# Neotrapezium liratum
Neotrapezium liratum är en musselart som först beskrevs av Reeve 1843.  Neotrapezium liratum ingår i släktet Neotrapezium och familjen Trapezidae. Inga underarter finns listade i Catalogue of Life.